# De Laatste Stuiver
De Laatste Stuiver (Fries: De Lêste Stoer, [dəlɛ:stə’stu.ər]; Westerkwartiers: De Léste Stuver) is een buurtschap in de gemeente Achtkarspelen in de Nederlandse Friesland. De buurtschap ligt ten zuiden van Augsbuurt en ten oosten van Buitenpost. De buurtschap lag tot 2010 op het kruispunt van de Trekweg en de weg tussen Leeuwarden en Groningen, aan de Stroobossertrekvaart. Deze kruising is vervangen door een rotonde iets ten westen van de buurtschap, in verband met de aanleg van de oostelijke rondweg bij Buitenpost. De buurtschap bestaat uit drie huizen.
De buurtschap ontleent zijn naam aan het feit dat hier vroeger het laatste tolhuis stond op de vaarroute van Dokkum naar het Prinses Margrietkanaal. Door de hoge kosten van de aanleg van deze trekvaart ging de stad Dokkum failliet. De trekvaart ging over naar een groep schuldeisers, die tolhuizen oprichtten om zo de schuld te kunnen afbetalen. De laatste Stuiver was het laatste tolhuis langs de trekvaart als je van Dokkum kwam. Deze tolheffing is in het begin van de 20e eeuw afgeschaft.
In de 18e en 19e eeuw lag er aan de Stroobossertrekvaart op de locatie van de huidige buurtschap een herberg met eveneens de naam De Laatste Stuiver, hoewel in de 19e eeuw deze herberg ook wel de Eerste Stuiver werd genoemd of kortweg 'De Stuiver'. Deze herberg heeft nog tot 1878 bestaan, waarna het gebouw door de armvoogdij werd gebruikt om er zogenaamde "bedeelden" in te huisvesten.
De brug, waar de provinciale weg over de Stroobossertrekvaart gaat, heet anno 2019 ook Lèste Stuver. Vroeger heette deze brug de Steenharstertil, genoemd naar de buurtschap Steenharst.

## Afbeeldingen

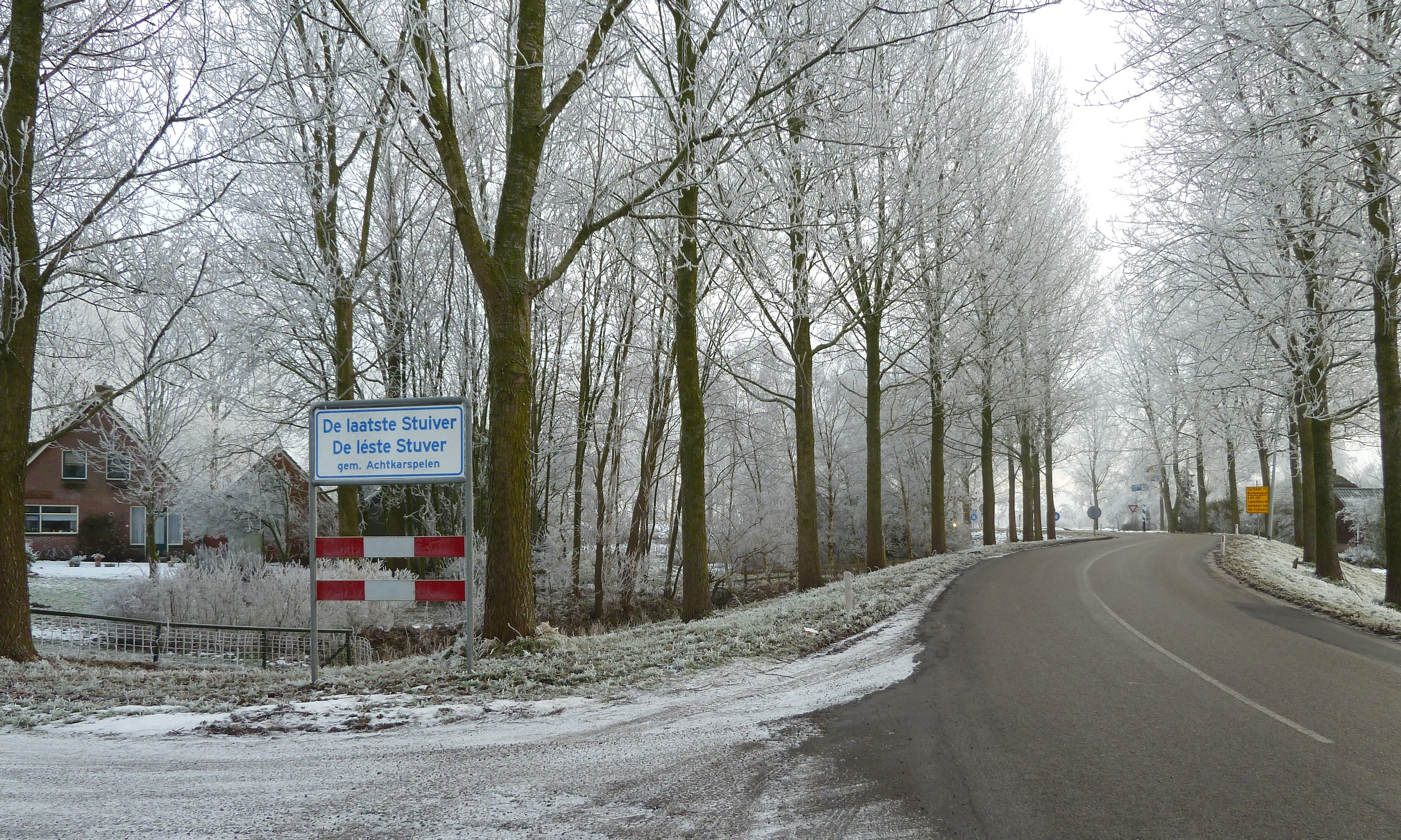
Naambordje. De naam staat zowel op het eerste huis links, als op het nauwelijks zichtbare huis rechts (2010).
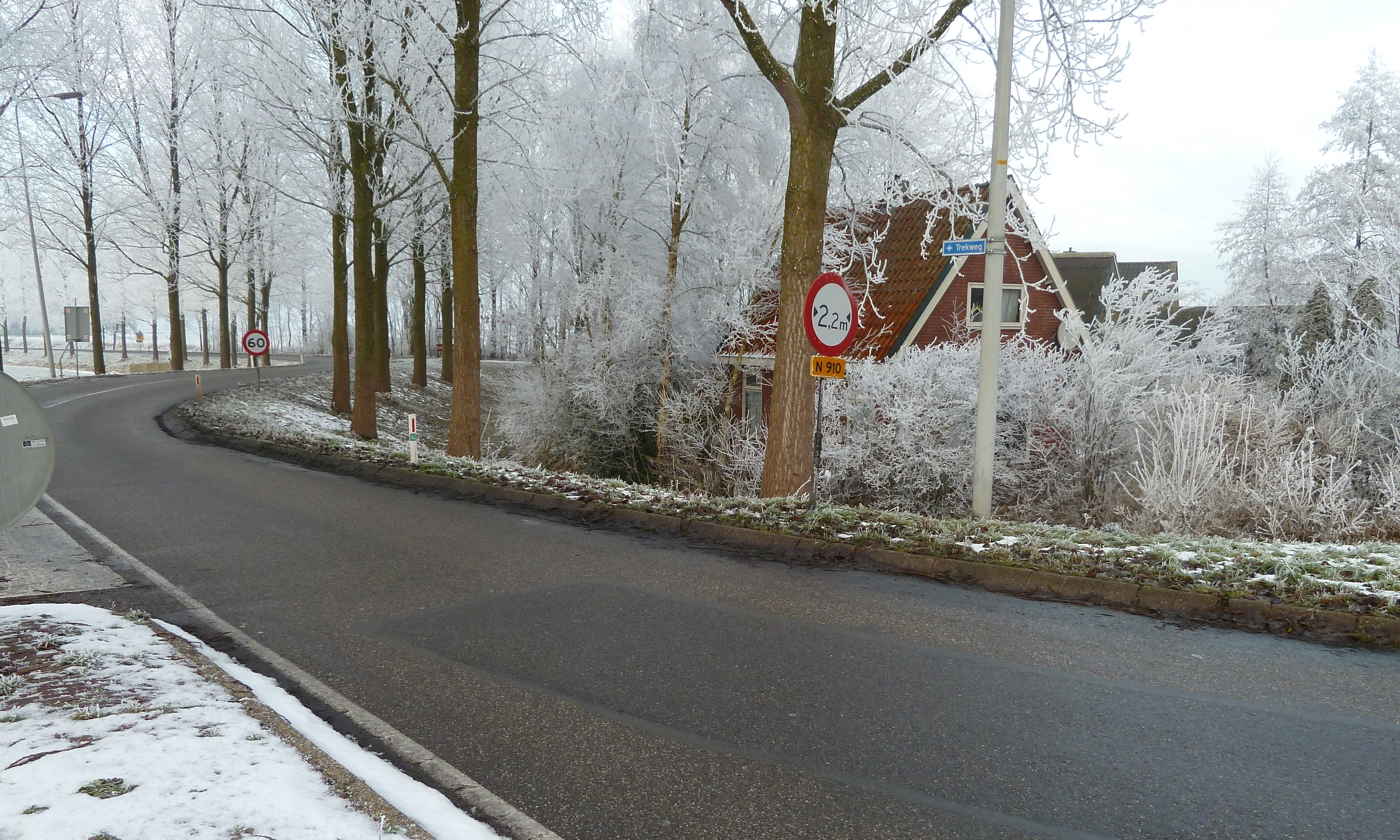
Gezicht vanaf het nabijgelegen kruispunt met het silhouet van een aantal huizen (2010).

Dorpen: Augustinusga · Boelenslaan · Buitenpost · Drogeham · Gerkesklooster · Harkema · Kootstertille · Stroobos · Surhuisterveen · Surhuizum · Twijzel · Twijzelerheide

Buurtschappen: Barghiem · Blauwhuis · Blauwverlaat · Buweklooster · Buwetille · De Kooten · De Laatste Stuiver · Dijkhuizen · Egypte · Gerben Allesverlaat · Hamsterpein · Hamshorn · Hiltjemoeiswouden · Jachtveld · Kortwoude · Kuikhorne (deels) · Lutkepost · Monniketille · Ophuis · Opperkooten · Rohel · Roodeschuur · Surhuizumer Mieden · Uitland · Vierhuizen · Westerend · Wildpad (deels) · Wildveld

Friesland: Steden en dorpen      Nederland: Provincies · Gemeenten